# Gabriel Porras
Carlos Gabriel Porras Flores (Cidade do México, 13 de fevereiro de 1968) é um ator mexicano de telenovelas.

## Biografia
Gabriel comecou sua carreira de ator no ano de 1995, participando do curta-metragem "Próxima Salida a 50 Metros", demostrando sua qualidade como ator. A partir dai, ele já trabalhou em mais de 25 produções no cinema, teatro e televisão. 
Na televisão ele atuou em sia primeira telenovela "La Casa del Naranjo", de 1998 para TV Azteca. Em seguida vieram "Tres Veces Sofía", contracenando com Lucía Méndez, "El  Tío Alberto", "Todo por Amor" e "El Poder del Amor". No ano de 2003, Gabriel se muda para os Estados Unidos, onde passa a trabalhar para as produções da Telemundo, atuou como protagonista na telenovela El Alma Herida, ao lado de Itatí Cantoral, em seguida atuou nas telenovelas "Prisionera" de 2004 com Gabriela Spanic e Mauricio Islas, e "Madre Luna" em 2007. Mais tarde ele obteve destaque com seu papel de 'Fernando Rey' outra telenovela de sucesso da Telemundo: "Sin Senos No Hay Paraíso" no ano de 2008. 
Entre seus trabalhos de teatro se destacam: "Sueño de una Noche de Verano" e "Entre Pancho Villa y una Mujer Desnuda", obra que também realizou no cinema, e que lhe valeu uma indicação ao prêmio Diosa de Plata do México. 
Em seus mais recentes trabalhos incluem os longa-metragens: "La Vida Inmune", "Equinoccio y la Pirámide Mágica" e "La Misma Luna".   
No ano de 2008, se integrou o elenco da telenovela "El Rostro de Analía", protagonizada por Elizabeth Gutiérrez, na qual ele interpretou 'Ricky', personagem antagonista da historia.

## Telenovelas
- El precio de amarte (2024) - Jorge Nieto
- El doctor del pueblo (2023) - Mario
- Amores que engañan (2022) - Roberto
- No te puedes esconder (2019) - Carlos De la Cruz
- Al otro lado del muro (2018) - Ernesto Martinez
- Mariposa de barrio (2017) - Pedro Rivera
- La fan (2017) - Gabriel Bustamante
- Bajo el mismo cielo  (2015-2016) - Carlos Martinez
- Los miserables  (2014-2015) - Olegario Marrero "El Diablo"/Rafael Montes
- El señor de los cielos (2013) - Marcos Mejía
- Corazón valiente (2012-2013) - Miguel Valdez
- La casa de al lado  (2011) - Gonzalo Ibáñez/Iñaki Mora/Roberto Acosta
- La reina del sur  (2011) - Roberto Marquez "El Gato Fierros"
- ¿Dónde está Elisa?  (2010) - Mariano Altamira
- El rostro de Analía (2008) - Ricardo "Ricky" Montana
- Sin senos no hay paraíso (2008) - Fernando Rey
- Madre luna (2007) - Leonardo Cisneros
- Campeones de la vida (2006) - Guido Guevada
- Olvidarte jamás (2006) - Diego Ibarra
- Prisionera  (2004) - Daniel Moncada #2
- El alma herida (2003) - Juan Manuel
- Ladrón de corazones (2003) - Román
- Por ti (2002) - Jose
- Tío Alberto (2000-2001) - Pedro Franco
- Todo por amor (2000) - Alejandro
- Tres veces Sofía (1998-1999) - German Lizarralde
- La casa del naranjo (1998) - Damian

## Filmes
- Propiedad ajena (2007) .... José Ines
- La misma luna (2007) ..... Paco
- Equinoccio y la pirámide mágica (2007)
- La Vida immune (2006) ..... Andrés
- La Moral en turno (2005)
- Mi nombre es Ringo (2005) .... Ringo
- En el sofa (2005)
- Reflejos (2005)
- El Fin del sur (2004) .... Emiliano Zapata
- Zapato (2004)
- En un claroscuro de la luna (1999) .... Olegario
- Clandestinos (1996)
- Próxima salida a 50 metros (1995)
- Quimera (1994)